# Superball Music
Superball Music ist ein deutsches Plattenlabel mit Sitz in Dortmund. Die Firma hat sich auf Progressive Rock und Post-Rock spezialisiert.

## Geschichte
Superball Music wurde am 1. Oktober 2007 von Thomas Waber gegründet um eine Plattform für Künstler zu schaffen, die innovative Musik mit kommerziellen Ambitionen haben. Die Firma ist mit dem Plattenlabel Century Media assoziiert.
Die höchsten Charteinstiege der Firmengeschichte konnte im Jahre 2011 erreicht werden. Das Album Chuckles and Mr. Squeezy von der Band dredg erreichte Platz 34, das selbst betitelte Album von Long Distance Calling Platz 36 der deutschen Albumcharts. Größter Charterfolg war jedoch das Album Tao of the Dead von der Band …And You Will Know Us by the Trail of Dead, das in Deutschland Platz 18 erreichte.

## Bands
- …And You Will Know Us by the Trail of Dead
- Caesars Rome
- COG
- dredg
- InMe
- Long Distance Calling
- Rooney
- Matt Skiba and the Sekrets
- Oceansize
- Pure Reason Revolution
- Six Gallery
- The Amber Light
- The Butterfly Effect